# Sydney Olympic FC
Sydney Olympic FC är en fotbollsklubb från Sydney i Australien. Klubben spelar i New South Wales Premier League som är den högsta serien i delstaten New South Wales. Klubben spelade tidigare i den numera nerlagda nationella australiska proffsligan National Soccer League (NSL). De missade endast en säsong av NSL och de vann två gånger, 1990 och 2002. 